# Batusari (Batuceper)
Batusari is een bestuurslaag in het regentschap Tangerang van de provincie Banten, Indonesië. Batusari telt 15.114 inwoners (volkstelling 2010).